# Justicia cuatrecasasii
Justicia cuatrecasasii är en akantusväxtart som beskrevs av D.C. Wasshausen. Justicia cuatrecasasii ingår i släktet Justicia och familjen akantusväxter. Inga underarter finns listade i Catalogue of Life.